# Kongresswahlbezirk

Kongresswahlbezirke (Stand 2023) und Puerto Rico

Ein Kongresswahlbezirk (auch Kongressdistrikt; englisch congressional district) ist ein Wahlkreis zur Wahl der Mitglieder des Repräsentantenhauses der Vereinigten Staaten. Die wahlberechtigte Bevölkerung jedes Wahlkreisbezirks bestimmt während der Kongresswahlen in den Vereinigten Staaten eine Person, die einen Sitz im Repräsentantenhaus einnimmt und dort ihren Wahlkreis vertritt.
Die Grenzen dieser Kongresswahlbezirke werden von den Bundesstaaten selbst entsprechend den ihnen zugeteilten Sitzen im Repräsentantenhaus in der Regel alle 10 Jahre nach dem Zensus festgelegt, wobei die Bevölkerungszahl in jedem Wahlkreis möglichst gleich groß sein muss. Die meisten Bundesstaaten nehmen dieses Prinzip sehr genau und zeichnen Wahlkreise, deren Bevölkerung sich höchstens um eine Person unterscheidet. Für den Zuschnitt der Wahlkreise ist in den meisten Staaten die Staatslegislative zuständig, die die Wahlkreiseinteilung als einfaches Gesetz verabschiedet. In einigen Bundesstaaten nutzte die jeweilige Regierung in der Vergangenheit ihre parlamentarische Mehrheit dazu, um die Wahlkreisgrenzen derart festzulegen, dass die sie bei Wahlen begünstigt war (sogenanntes Gerrymandering). Um dies zu vermeiden, haben viele Bundesstaaten die Einteilung der Wahlkreise an unabhängige Kommissionen abgegeben.
Die Verteilung der insgesamt 435 Sitze unter den Bundesstaaten erfolgt entsprechend ihrer Bevölkerungsstärke, die vom United States Census Bureau mittels einer alle zehn Jahre durchgeführten Volkszählung festgestellt wird, mit Hilfe des Hill/Huntington-Verfahrens, wobei jedem Bundesstaat mindestens ein Sitz zugeteilt wird. Ein Kongresswahlbezirk hatte nach dem letzten Zensus 2020 im Mittel 757.000 Einwohner.
Aufgrund großer Bevölkerungsunterschiede zwischen den Bundesstaaten und der festen Anzahl zu verteilender Sitze, haben die Bundesstaaten eine stark unterschiedliche Anzahl von Sitzen. So haben Alaska, Delaware, Montana (bis 2022), North Dakota, South Dakota, Vermont und Wyoming nur jeweils einen Kongresswahlbezirk (At-large-District), Kalifornien hingegen ist mit 52 (seit Sitzverteilung 2022, davor 53) Kongressabgeordneten im Repräsentantenhaus vertreten.

## Statistik
- Der flächenmäßig größte Kongresswahlbezirk ist der mit dem US-Bundesstaat Alaska deckungsgleiche Wahlbezirk Alaska At-Large mit 1.717.854 km².
- An fünfter Stelle liegt jener größte Kongresswahlbezirk der USA, der aber Teil eines Bundesstaats ist, der 2. Kongresswahlbezirk von New Mexico, welcher 185.805 km² groß ist.
- 9 der 10 kleinsten Kongresswahlbezirke der USA liegen in New York, darunter auch der mit einer Fläche von 26,5 km² kleinste aller 435 Kongresswahlkreise: der 13. Wahlbezirk von New York.

### Die 20 größten Wahlkreise (2013–2022)
| Nr. | Distrikt              | Fläche in km² |
| --- | --------------------- | ------------- |
| 1   | Alaska At-large       | 1.481.354     |
| 2   | Montana At-large      | 376.981       |
| 3   | Wyoming At-large      | 251.491       |
| 4   | South Dakota At-large | 196.542       |
| 5   | New Mexico-2          | 185.806       |
| 6   | Oregon-2              | 179.857       |
| 7   | North Dakota At-large | 178.648       |
| 8   | Nebraska-3            | 174.658       |
| 9   | Texas-23              | 150.374       |
| 10  | Nevada-2              | 144.600       |
| 11  | Arizona-1             | 142.553       |
| 12  | Kansas-1              | 136.086       |
| 13  | Nevada-4              | 132.085       |
| 14  | Colorado-2            | 128.806       |
| 15  | New Mexico-3          | 116.443       |
| 16  | Idaho-2               | 111.954       |
| 17  | Utah-2                | 103.569       |
| 18  | Idaho-1               | 102.093       |
| 19  | Texas-13              | 99.325        |
| 20  | Colorado-4            | 98.687        |

### Die 20 kleinsten Wahlkreise (2013–2022)
| Nr. | Distrikt                      | Fläche in km² |
| --- | ----------------------------- | ------------- |
| 1   | New York-13                   | 27            |
| 2   | New York-10                   | 37            |
| 3   | New York-15                   | 38            |
| 4   | New York-12                   | 39            |
| 5   | New York-9                    | 41            |
| 6   | New York-7                    | 42            |
| 7   | New York-14                   | 74            |
| 8   | New York-8                    | 77            |
| 9   | New York-6                    | 78            |
| 10  | Kalifornien-12                | 101           |
| 11  | Kalifornien-34                | 124           |
| 12  | New York-5                    | 135           |
| 13  | Illinois-4                    | 136           |
| 14  | New Jersey-8                  | 142           |
| 15  | Kalifornien-37                | 144           |
| 16  | Kalifornien-40                | 150           |
| –   | District of Columbia At-large | 160           |
| 17  | Illinois-7                    | 162           |
| 18  | Massachusetts-7               | 163           |
| 19  | New York-11                   | 171           |
| 20  | Kalifornien-46                | 186           |

## Anzahl
Nach dem Zensus des Jahres 2020 wird Texas zwei zusätzliche Sitze im Repräsentantenhaus bekommen und künftig 38 Mandate im Repräsentantenhaus stellen. Weiterhin werden Colorado (künftig 8), Florida (28), Montana (2), North Carolina (14) und Oregon (6) je einen zusätzlichen Wahlbezirk bekommen. Folgende sieben Staaten werden ab den Midterm Elections 2022 einen Wahlkreis verlieren: Illinois (künftig 17), Kalifornien (52), Michigan (13), Ohio (15), New York (26), Pennsylvania (17) und West Virginia (2).
| Bundesstaat    | Zensus 2000 (bis 112. Congress/2012) | Zensus 2010 (ab 113. Congress/2013) | Zensus 2020 |
| -------------- | ------------------------------------ | ----------------------------------- | ----------- |
| Alabama        | 7                                    | 7                                   | 7           |
| Alaska         | 1                                    | 1                                   | 1           |
| Arizona        | 8                                    | 9                                   | 9           |
| Arkansas       | 4                                    | 4                                   | 4           |
| Colorado       | 7                                    | 7                                   | 8           |
| Connecticut    | 5                                    | 5                                   | 5           |
| Delaware       | 1                                    | 1                                   | 1           |
| Florida        | 25                                   | 27                                  | 28          |
| Georgia        | 13                                   | 14                                  | 14          |
| Hawaii         | 2                                    | 2                                   | 2           |
| Idaho          | 2                                    | 2                                   | 2           |
| Illinois       | 19                                   | 18                                  | 17          |
| Indiana        | 9                                    | 9                                   | 9           |
| Iowa           | 5                                    | 4                                   | 4           |
| Kalifornien    | 53                                   | 53                                  | 52          |
| Kansas         | 4                                    | 4                                   | 4           |
| Kentucky       | 6                                    | 6                                   | 6           |
| Louisiana      | 7                                    | 6                                   | 6           |
| Maine          | 2                                    | 2                                   | 2           |
| Maryland       | 8                                    | 8                                   | 8           |
| Massachusetts  | 10                                   | 9                                   | 9           |
| Michigan       | 15                                   | 14                                  | 13          |
| Minnesota      | 8                                    | 8                                   | 8           |
| Mississippi    | 4                                    | 4                                   | 4           |
| Missouri       | 9                                    | 8                                   | 8           |
| Montana        | 1                                    | 1                                   | 2           |
| Nebraska       | 3                                    | 3                                   | 3           |
| Nevada         | 3                                    | 4                                   | 4           |
| New Hampshire  | 2                                    | 2                                   | 2           |
| New Jersey     | 13                                   | 12                                  | 12          |
| New Mexico     | 3                                    | 3                                   | 3           |
| New York       | 29                                   | 27                                  | 26          |
| North Carolina | 13                                   | 13                                  | 14          |
| North Dakota   | 1                                    | 1                                   | 1           |
| Ohio           | 18                                   | 16                                  | 15          |
| Oklahoma       | 5                                    | 5                                   | 5           |
| Oregon         | 5                                    | 5                                   | 6           |
| Pennsylvania   | 19                                   | 18                                  | 17          |
| Rhode Island   | 2                                    | 2                                   | 2           |
| South Carolina | 6                                    | 7                                   | 7           |
| South Dakota   | 1                                    | 1                                   | 1           |
| Tennessee      | 9                                    | 9                                   | 9           |
| Texas          | 32                                   | 36                                  | 38          |
| Utah           | 3                                    | 4                                   | 4           |
| Vermont        | 1                                    | 1                                   | 1           |
| Virginia       | 11                                   | 11                                  | 11          |
| Washington     | 9                                    | 10                                  | 10          |
| West Virginia  | 3                                    | 3                                   | 2           |
| Wisconsin      | 8                                    | 8                                   | 8           |
| Wyoming        | 1                                    | 1                                   | 1           |
| Gesamt         | 435                                  | 435                                 | 435         |